# Нортгемптон Таун
«Нортге́мптон Та́ун» (полное название — Футбольный клуб «Нортгемптон Таун»; англ. Northampton Town Football Club; английское произношение: [nɔːrˈθæmptən ˈtaʊn 'futbɔ:l klʌb]) — английский профессиональный футбольный клуб из города Нортгемптон, графство Нортгемптоншир, Восточный Мидленд. Основан 6 марта 1897 года. Домашние матчи проводит на стадионе «Сиксфилдс», вмещающем более 7 тысяч зрителей. Цвета клуба — серо-бело-чёрные.
Выступает в Лиге 1, третьем по значимости дивизионе в системе футбольных лиг Англии.

## Достижения
- Второй дивизион
  - Второе место: 1964/65
- Третий дивизион
  - Чемпион: 1962/63
- Третий южный дивизион
  - Второе место: 1927/28, 1949/50
- Четвёртый дивизион Футбольной лиги / Лига 2
  - Чемпион: 1986/87, 2015/16
  - Второе место: 1975/76, 2005/06
  - Победитель плей-офф: 1996/97
- Южная футбольная лига
  - Чемпион: 1908/09
  - Второе место: 1910/11
- Суперкубок Англии
  - Финалист: 1909[англ.]